# Pogonophryne
Pogonophryne Regan, 1914 è un genere di pesci d'acqua salata appartenente alla famiglia Artedidraconidae.

## Distribuzione e habitat
Queste specie sono diffuse nelle acque antartiche.

## Species
Il genere comprende 22 specie:
- Pogonophryne albipinna
- Pogonophryne barsukovi
- Pogonophryne bellingshausenensis
- Pogonophryne brevibarbata
- Pogonophryne cerebropogon
- Pogonophryne dewitti
- Pogonophryne eakini
- Pogonophryne fusca
- Pogonophryne immaculata
- Pogonophryne lanceobarbata
- Pogonophryne macropogon
- Pogonophryne marmorata
- Pogonophryne mentella
- Pogonophryne neyelovi
- Pogonophryne orangiensis
- Pogonophryne permitini
- Pogonophryne platypogon
- Pogonophryne scotti
- Pogonophryne squamibarbata
- Pogonophryne stewarti
- Pogonophryne tronio
- Pogonophryne ventrimaculata